# Еріх Ріббек
Еріх Ріббек (нім. Erich Ribbeck, нар. 13 червня 1937, Вупперталь) — німецький футболіст, що грав на позиції захисника. По завершенні ігрової кар'єри — футбольний тренер.
За свою кар'єру попрацював з «Баварією», «Боруссією», «Рот Вайсом», «Кайзерслаутерном», «Айнтрахтом» та «Баєром», а завершив свою 37-річну тренерську кар'єру роботою з національною збірною Німеччини. Найвищим досягненням є Кубок УЄФА, завойований з «Баєром» в 1988 році.

## Ігрова кар'єра
У дорослому футболі дебютував 1959 року виступами за команду клубу «Вупперталь», в якій провів три сезони.
1962 року перейшов до клубу «Вікторія» (Кельн), за який відіграв ще 3 сезони, після чого у віці 28 років завершив професійну кар'єру футболіста.

## Кар'єра тренера
Розпочав тренерську кар'єру відразу ж по завершенні кар'єри гравця, 1965 року, увійшовши до тренерського штабу клубу «Боруссія» (Менхенгладбах). В клуб Еріха запросив головний тренер менхенгладбахців Геннес Вайсвайлер, який знав Ріббека про роботі в «Вікторії».
У 1967 році 30-річний Ріббек очолив свій перший клуб, яким став «Рот Вайс» (Ессен). Він зайняв з командою друге місце в Регіоналлізі Захід, але в турнірі за вихід до Бундесліги поступився «Герті» (Берлін).
З наступного сезону і до 1973 року він тренував «Айнтрахт» (Франкфурт-на-Майні), але без особливого успіху. Найкращим результатом стало 4 місце у Бундеслізі сезону 1971/72, що дозволило команді на наступний рік взяти участь у Кубку УЄФА. Проте в першому ж раунді франкфуртський клуб вилетів від англійського «Ліверпуля».
Влітку 1973 року відбувся обмін тренерів «Айнтрахта» і «Кайзерслаутерн», в результаті чого Ріббек став тренером «Кайзерслаутерна», а їх колишній тренер Дітріх Вайе став на чолі «Айнтрахта». З новою командою Ріббек пропрацював до 1978 року і найбільшого результату досяг у сезоні 1975/76, коли вийшов у фінал Кубка Німеччини, де поступився 0:2 «Гамбургу».
1978 року Ріббек став помічником Юппа Дерваля у збірній ФРН. У той час національна команда виграла чемпіонат Європи 1980 року і стала фіналістом чемпіонату світу 1982 року. Після невдалого чемпіонату Європи в 1984 році Дерваль подав у відставку, разом з ним збірну покинув і весь тренерський штаб.
Наступним місцем роботи Еріха стала «Боруссія» (Дортмунд), яку тренер очолив у жовтня 1984 року, але підсумкове чотирнадцяте місце в таблиці не задовольнило керівництво клубу, через що по завершенні сезону 1984/85 він покинув клуб.
Влітку 1985 року Еріх очолив «Баєр 04», з яким досяг свого єдиного трофея, вигравши Кубок УЄФА у 1988 році. У фіналі леверкузенський клуб здійснив неймовірний камбек проти «Еспаньйола», відігравшись з 0:3 після першого матчу, і вигравши в серії пенальті у себе вдома. Влітку того ж року Ріббек покинув клуб.
Пізніше Еріх працював спортивним директором в «Гамбурзі», після чого недовго тренував «Баварію» і знову «Баєр». Після сезону 1995/96 оголосив, що завершує тренерську кар'єру.
Тим не менш два роки потому, у вересні 1998 року, після виходу Берті Фогтса, Ріббек погодився на пропозицію президента DFB очолити німецьку збірну. Під його керівництвом команда несподівано не змогла вийти з групи на Кубку конфедерацій 1999 року, де програла США (0:2) і Бразилії (0:4).
Незважаючи на це, «бундестіму» вдалося пробитись у фінальну частину чемпіонату Європи в 2000 році в якому — в статусі захисника трофею — команда зазнала дві поразки у групі і лише один матч звела унічию. В підсумку Німеччина завершила турнір на останньому місці в групі з одним забитим голом, що стало її найгіршим показником в історії чемпіонатів Європи. Після цього турніру Еріх Ріббек 21 червня 2000 року покинув посаду у збірній і остаточно завершив кар'єру тренера.
|               | Моє рішення є прямим наслідком катастрофічного виступу збірної на чемпіонаті Європи. Всю відповідальність за те, що трапилося, беру на себе особисто і без всяких застережень. Я не став зволікати з відставкою, оскільки хочу, щоб мій наступник якомога скоріше приступив до створення нової команди |
| — Еріх Ріббек | |

В підсумку Ріббек став єдиним тренером збірної Німеччини, хто не зміг виграти більшість своїх ігор (десять перемог, шість нічиїх і вісім поразок), а також тренером, що провів найменше часу на посаді очільника збірної Німеччини.

## Тренерська статистика
| Клуб                   | З               | По             | Результати | Результати | Результати | Результати | Результати | Результати |
| Клуб                   | З               | По             | І          | В          | Н          | П          | В%         | Прим.      |
| ---------------------- | --------------- | -------------- | ---------- | ---------- | ---------- | ---------- | ---------- | ---------- |
| «Рот Вайс» (Ессен)     | 1 липня 1967    | 30 червня 1968 | 42         | 25         | 11         | 6          | 59,52      |            |
| «Айнтрахт» (Франкфурт) | 1 липня 1968    | 30 червня 1973 | 203        | 83         | 41         | 79         | 40,89      | [ 8 ]      |
| «Кайзерслаутерн»       | 1 липня 1973    | 30 червня 1978 | 192        | 85         | 32         | 75         | 44,27      | [ 9 ]      |
| «Боруссія» (Дортмунд)  | 28 жовтня 1984  | 30 червня 1985 | 25         | 10         | 4          | 11         | 40,00      | [ 10 ]     |
| «Баєр 04»              | 1 липня 1985    | 30 червня 1988 | 125        | 53         | 36         | 36         | 42,40      | [ 11 ]     |
| «Баварія»              | 12 березня 1992 | 27 грудня 1993 | 75         | 37         | 22         | 16         | 49,33      | [ 12 ]     |
| «Баєр 04»              | 10 квітня 1995  | 28 квітня 1996 | 48         | 17         | 18         | 13         | 35,42      | [ 11 ]     |
| Німеччина              | 9 вересня 1998  | 21 червня 2000 | 24         | 10         | 6          | 8          | 41,67      | [ 13 ]     |
| Всього                 | Всього          | Всього         | 734        | 320        | 170        | 244        | 43,60      | —          |

## Титули і досягнення

### Як тренера
- Володар Кубка УЄФА (1):

«Баєр 04»: 1987-88